# Rucervus eldii
Rucervus eldii є зникомим видом оленів, ендемічним для Південної та Південно-Східної Азії. Мешкає в заболочених і болотистих місцевостях. Активний вдень і спаровується з жовтня до кінця грудня. Визнано три підвиди. Усім трьом загрожує полювання та вирубка лісів.

## Морфологічні особливості
Було повідомлено про такі вимірювання для оленя Елда:
- Довжина голови до тіла: 150–180 см
- Висота в плечах: 110–125 см
- Довжина хвоста: 20–30 см
- Вага: 125–175 кг

Вид має дуже царствену та витончену статуру, схожу на Cervus. Його ноги тонкі й довгі, а також має довге тіло з великою головою на тонкій шиї. Горло самця має густу гриву з довгого волосся. Самці вищі і важчі за самиць. Їхня шерсть, груба, змінює колір з сезоном; влітку колір червонувато-коричневий, а взимку він стає темно-коричневим, причому самці, як правило, темніші за самиць. Хвіст короткий. Роги, дугоподібні або ліроподібні, не ростуть вгору, а мають тенденцію рости назовні, а потім усередину; менша гілка росте до передньої частини голови. Вони скидають роги щороку, причому найбільшого розміру досягають під час сезону розмноження.

## Середовища існування
Середовища існування кожного підвиду включають:
- R. e. eldii з Маніпуру, Індія, асоціюється з водно-болотними угіддями.
- R. e. thamin Бірми та Таїланду не пов’язані з водно-болотними угіддями та живуть у лісах, де переважає дерево Dipterocarpus tuberculatus(інші мови), лісах з деревами родини Dipterocarpaceae, листяних лісах сухих та змішаних.
- R. e. siamensis Таїланду, Лаосу, Камбоджі та В'єтнаму не пов'язані з водно-болотними угіддями. Вони зустрічаються в листяних Dipterocarpaceae лісах.

## Поведінка
Ці олені активні більшу частину часу; вони шукають притулку від полуденного сонця і мігрують на короткий період у пошуках води в сухий сезон і їжі в вегетаційний період. Вони шукають території, які сезонно випалювали, у пошуках нової трави, що виростає після спалювання. Їхній раціон включає різноманітні злаки, трави та пагони, фрукти та водно-болотні рослини, при нагоді живляться культивованими культурами, на полях рису, сочевиці, кукурудзи, гороху та винограду.

## Загрози
Rucervus eldii цінують як дичину мисливці через разючі роги цих тварин і шкури, які мають попит на місцевих ринках. На них також широко полюють для їжі; вважалося, що їх використовували для годування армій під час багатьох азіатських воєн. Їхня популяція також зменшилася внаслідок інтенсивного розвитку, що потребує меліорації землі для випасу, культивації та рибництва в межах їхнього ареалу. У М’янмі загрозою є вирубка Dipterocarpaceae лісів. Середовище існування, доступне для їхнього захисту, дуже обмежене; лише 1% заповідних лісів придатні для його охорони в Південній Азії. Навіть на заповідних територіях тварин виловлюють браконьєри. Вид має фрагментарне поширення, тому їм загрожує інбридинг і втрата генетичної варіації.